# 王文元
王文元（1931年2月—2014年6月16日），男，出生于河南漯河，湖北黄陂人，中华人民共和国政治人物，原副国级领导人。

## 生平
1953年，担任东北会计统计专门学校会计系，后任教于东北财经学院、辽宁大学等。1988年，升任辽宁省人民政府副省长，九三学社中央委员会副主席。1992年，担任最高人民检察院副检察长。1998年，任第九届全国政协副主席，次年，任中国和平统一促进会会长。
2014年6月16日17时08分，王文元在北京逝世，享年83岁。

## 家庭
妻子胡家卿。